# Самійлівська сільська рада (Близнюківський район)
Самі́йлівська сільська́ ра́да — адміністративно-територіальна одиниця та орган місцевого самоврядування у Близнюківському районі Харківської області. Адміністративний центр — село Самійлівка.

## Загальні відомості
- Самійлівська сільська рада утворена в 1966 році.
- Територія ради: 109,4 км²
- Населення ради: 2 379 осіб (станом на 2001 рік)

## Населені пункти
Сільській раді підпорядковані населені пункти:
- с. Самійлівка
- с. Бубнове Перше
- с. Верхньоводяне
- с. Новоолександрівка
- с. Новопавлівка
- с. Широке

## Склад ради
Рада складається з 16 депутатів та голови.
- Голова ради: Гавриленко Надія Володимирівна

### Керівний склад попередніх скликань
| Прізвище, ім'я, по батькові    | Основні відомості                                                                       | Дата обрання | Дата звільнення |
| ------------------------------ | --------------------------------------------------------------------------------------- | ------------ | --------------- |
| Гавриленко Надія Володимирівна | Сільський голова, 1957 року народження, освіта середня спеціальна, позапартійна         | 26.03.2006   | 31.10.2010      |
| Гавриленко Надія Володимирівна | Сільський голова, 1957 року народження, освіта середня спеціальна, член Партії регіонів | 31.10.2010   |                 |

Примітка: таблиця складена за даними сайту Верховної Ради України

### Депутати
За результатами місцевих виборів 2010 року депутатами ради стали:

#### За суб'єктами висування
| Суб'єкт висування                                       | Кількість обраних депутатів | %    |
| ------------------------------------------------------- | --------------------------- | ---- |
| Партія регіонів                                         | 9                           | 56,3 |
| Самовисування                                           | 3                           | 18,8 |
| Комуністична партія України                             | 1                           | 6,3  |
| Партія «Відродження»                                    | 1                           | 6,3  |
| Політична партія Всеукраїнське об'єднання «Батьківщина» | 1                           | 6,3  |
| Політична партія «Сильна Україна»                       | 1                           | 6,3  |

#### За округами
| № округу                                                | Прізвище, ім'я, по батькові    | Дата визнання обраним | Освіта  | Партійна приналежність                  | Відомості про обраного депутата                                         |
| ------------------------------------------------------- | ------------------------------ | --------------------- | ------- | --------------------------------------- | ----------------------------------------------------------------------- |
| Комуністична партія України                             |                                |                       |         |                                         |                                                                         |
| 7                                                       | Мяло Василь Петрович           | 04.11.2010            | середня | член Комуністичної партії України       | тимчасово не працює                                                     |
| Партія «ВІДРОДЖЕННЯ»                                    |                                |                       |         |                                         |                                                                         |
| 1                                                       | Збудчак Василь Григорович      | 04.11.2010            | середня | член Партії «ВІДРОДЖЕННЯ»               | Придніпровська залізниця, майстер дільниці                              |
| Партія регіонів                                         |                                |                       |         |                                         |                                                                         |
| 2                                                       | Черненко Ірина Володимирівна   | 04.11.2010            | середня | член Партії регіонів                    | Самійлівська загальноосвітня школа I-III ст., оператор газової котельні |
| 3                                                       | Петрусь Людмила Петрівна       | 04.11.2010            | середня | член Партії регіонів                    | Самійлівська аптека № 181, фармацевт                                    |
| 4                                                       | Белік Олег Олегович            | 04.11.2010            | середня | член Партії регіонів                    | Придніпровська залізниця, машиніст автотреки                            |
| 5                                                       | Лабзун Олександр Костянтинович | 04.11.2010            | середня | член Партії регіонів                    | пенсіонер                                                               |
| 6                                                       | Талдаєва Олена Володимирівна   | 04.11.2010            | вища    | член Партії регіонів                    | ТОВ ім. газети Ізвестія, керуюча відділенням                            |
| 9                                                       | Ляшенко Анатолій Геннадійович  | 04.11.2010            | середня | член Партії регіонів                    | ТОВ ім. газети Ізвестія, завгосп механізатор                            |
| 10                                                      | Бузівський Володимир Іванович  | 04.11.2010            | середня | член Партії регіонів                    | пенсіонер                                                               |
| 12                                                      | Шубний Юрій Олександрович      | 04.11.2010            | середня | член Партії регіонів                    | ТОВ "Самійлівський елеватор ", охоронець                                |
| 15                                                      | Бабіна Олена Іванівна          | 04.11.2010            | середня | член Партії регіонів                    | тимчасово не працює                                                     |
| Політична партія Всеукраїнське об'єднання «Батьківщина» |                                |                       |         |                                         |                                                                         |
| 8                                                       | Попко Олена Анатоліївна        | 04.11.2010            | середня | позапартійна                            | тимчасово не працює                                                     |
| Політична партія «Сильна Україна»                       |                                |                       |         |                                         |                                                                         |
| 13                                                      | Чигрин Тетяна Миколаївна       | 04.11.2010            | середня | член Політичної партії «Сильна Україна» | Самійлівська сільська рада, секретар                                    |
| Самовисування                                           |                                |                       |         |                                         |                                                                         |
| 11                                                      | Косенков Віктор Михайлович     | 04.11.2010            | середня | позапартійний                           | ТОВ ім. газети Ізвестія, шофер                                          |
| 14                                                      | Цукан Роман Іванович           | 04.11.2010            | середня | позапартійний                           | ТОВ ім. газети Ізвестія, бригадир тракторної бригади                    |
| 16                                                      | Пущенко Людмила Вікторівна     | 04.11.2010            | середня | позапартійна                            | Новоолександрівський фельдшерсько-акушерський пункт, фельдшер           |